# Jean-Michel Dupuis
Pour les articles homonymes, voir Dupuis.
Jean-Michel Dupuis est un acteur français, né le 2 février 1955 à Gournay-en-Bray (Seine-Maritime) et mort le 14 septembre 2024 à Nogent-sur-Marne.
Il mène une carrière au cinéma et à la télévision. Au théâtre, il écrit et met en scène en 2008 Les vraies histoires sont imaginaires, spectacle créé avec les élèves comédiens de l'école de théâtre Les Enfants terribles, dirigée par Jean-Bernard Feitussi. Il est nommé cinq fois au Molière du comédien dans un second rôle.

## Biographie
Jean-Michel Dupuis est élève au lycée Jeanne-d'Arc à Rouen. Il a ensuite pour professeur Jean Chevrin au conservatoire de Rouen, puis suit les cours du conservatoire de Paris.
Au théâtre, Jean-Michel Dupuis alterne les pièces classiques de William Shakespeare, Anton Tchekhov, Friedrich von Schiller, Victor Hugo et les pièces modernes de Milan Kundera, Yasmina Reza, Pierre Laville, Matthieu Delaporte et Alexandre de La Patellière, Florian Zeller avec notamment les metteurs en scène Roger Planchon, Patrice Kerbrat, Stéphane Hillel, Anne-Marie Étienne, Anne Bourgeois, Bernard Murat…
Au cinéma, il tourne avec Michel Deville, Claude Pinoteau, Alain Resnais, Édouard Molinaro, Claude Lelouch, Bertrand Blier…
Sa dernière compagne est Sylvie Audcoeur.
Il meurt des suites d'une longue maladie, le 14 septembre 2024, à Nogent-sur-Marne à l'âge de 69 ans,.

## Filmographie

### Cinéma

#### Longs métrages
- 1975 : Le Petit Marcel de Jacques Fansten : Denis
- 1978 : Le Dossier 51 de Michel Deville : Agent Hécate 8446
- 1980 : La Boum de Claude Pinoteau : Étienne
- 1980 : L'Œil du maître de Stéphane Kurc : Bernard
- 1980 : T'inquiète pas, ça se soigne d'Eddy Matalon : Jean Marin
- 1981 : Eaux profondes de Michel Deville : Philip Cowan
- 1983 : La vie est un roman de Alain Resnais : Laplaud, maître de la maternelle
- 1983 : La Mort de Mario Ricci de Claude Goretta : Didier Meylan
- 1984 : L'Amour en douce d'Édouard Molinaro : Jacques
- 1984 : Palace d'Édouard Molinaro : le serveur
- 1985 : Blanche et Marie de Jacques Renard : le prêtre
- 1986 : Nuit d'ivresse de Bernard Nauer : Steve
- 1987 : Attention bandits ! de Claude Lelouch :
- 1988 : Preuve d'amour de Miguel Courtois : Xavier Lecoq
- 1988 : À gauche en sortant de l'ascenseur d'Édouard Molinaro : Jean-Yves
- 1990 : Merci la vie de Bertrand Blier : le routier
- 1992 : La Belle Histoire de Claude Lelouch : le professeur
- 1993 : Mauvais garçon de Jacques Bral : l'homme cambriolé
- 1994 : Pourquoi maman est dans mon lit ? de Patrick Malakian : Georges
- 1998 : Terminale de Francis Girod : Mayard
- 2006 : Un printemps à Paris de Jacques Bral : Anatole
- 2013 : Studio illegale d'Umberto Riccioni Carteni : Antoine de Montcorbier

### Télévision

#### Téléfilms
- 1978 : Les Deux Berges de Patrick Antoine : Tobie
- 1979 : Par-devant notaire segment Le Bout du monde : Henri Lendrac
- 1979 : La Petite Fadette de Lazare Iglésis : Sylvain
- 1980 : Les Maîtres sonneurs de Lazare Iglésis : Joset
- 1980 : Le Noeud de vipères de Jacques Trébouta
- 1981 : L'Arme au bleu de Maurice Frydland : Le Loher
- 1982 : Bonbons en gros de François Dupont-Midy : Jean-Pierre
- 1982 : L'Autre maison de Daniel Georgeot : Roger
- 1988 : Nestor Burma, Les Rats de Montsouris de Maurice Frydland : Steff
- 1991 : L'Héritière de Jean Sagols : Vincent
- 1991 : Un été alsacien de Maurice Frydland : Joseph
- 1991 : Billy de Marcel Bluwal : Martin
- 1991 : L'Irlandaise de José Giovanni : Alain Moreau
- 1992 : La Controverse de Valladolid de Jean-Daniel Verhaeghe : le colon
- 1992 : Mes coquins de Jean-Daniel Verhaeghe : Charles
- 1993 : L'Interdiction de Jean-Daniel Verhaeghe : Bianchon
- 1993 : Les Noces de carton de Pierre Sisser : Ben
- 1995 : La Règle du silence de Marc Rivière : Duarte
- 1997 : Aventurier malgré lui de Marc Rivière : Moreau
- 1998 : Une grosse bouchée d'amour de Michaëla Watteaux : Alain
- 1999 : Nora d'Édouard Molinaro : Antoine
- 1999 : Du jour au lendemain de Bruno Herbulot
- 2000 : Les Fleurs de Maureen de Dominique Baron
- 2000 : L'Amour sur un fil de Michaëla Watteaux : le créateur
- 2000 : Deux frères de Philippe Laïk : Jean-Paul
- 2001 : La Course en fête de Daniel Losset : Roger
- 2002 : Les Fleurs de Maureen de Dominique Baron : Marc
- 2004 : A cran, deux ans après d'Alain Tasma : Guérini
- 2004 : Moments de vérité de Bruno Carrière : Claude
- 2006 : Le Rainbow Warrior de Pierre Boutron : Colonel Lançon
- 2007 : L'Affaire Ben Barka de Jean-Pierre Sinapi : Commissaire Caille
- 2008 : Braquage en famille de Pierre Boutron : Guimont-Villiers
- 2008 : Le Voyage de la veuve de Philippe Laïk : Deibler
- 2009 : Des gens qui passent d'Alain Nahum : Inspecteur Q. O
- 2013 : Une bonne leçon de Bruno Garcia : Daniel

#### Séries télévisées
- 1978 : Brigade des mineurs : Jacques Castagnier (épisode 3 : Le Mal du pays)
- 1981 : Noires sont les galaxies : l'étudiant
- 1981 : Cinéma 16 : Clément Bernejoul (épisode Le Marteau-piqueur)
- 1981 : Julien Fontanes, magistrat : Jacky Balkowiacz (épisode Le Soulier d'or)
- 1986 : Julien Fontanes, magistrat : Nono (épisode Jamais rien à Coudeuvres)
- 1986 : L'Ami Maupassant : Lesable (épisode 5 : L'Héritage)
- 1989 : Les Grandes familles : François Schoudler (mini-série)
- 1990 : Euroflics (saison 3, épisode 8 : Bleu privé)
- 1990 : Sentiments : David (épisode Notre Juliette)
- 1993 : Meurtre avec préméditation : Georges Chevrier (épisode Pris au piège)
- 1994 : Association de malfaiteurs : Faria (mini-série ; épisode 4 : La Bonne nouvelle)
- 1995 : Belle Époque (mini-série)
- 2000 : Une femme d'honneur : Christian Vincenti (épisode Son et lumière)
- 2000 : Joséphine, ange gardien : Martin (saison 4, épisode 1 : Une famille pour Noël)
- 2000 : Le juge est une femme : Vidal (saison 6, épisode 1 : Bon pour accord)
- 2000 : Vérité oblige : Baptiste Milan (saison 1, épisode 4 : Fibre mortelle)
- 2001 : Famille d'accueil : Daniel Ferrière (saison 1, épisode 1 : Telle mère, telle fille)
- 2001 : Les Cordier, juge et flic : Thénard (saison 9, épisode 5 : Saut périlleux)
- 2002 : Malone : le docteur Belfour (saison 1, épisode 1 : Macadam sauvage)
- 2003 : Commissariat Bastille : Philippe Collin (saison 1, épisode 7 : Le Plus Bel Âge)
- 2006 : Ange de feu : Marc Sorel (2 épisodes)
- 2006 : Sauveur Giordano : Commissaire Vernier (saison 3, épisode 3 : Doubles vies)
- 2006 : Le juge est une femme : le policier à l'école (saison 12, épisode 1 : Des goûts et des couleurs)
- 2008 : Adresse inconnue : Noam (épisode 5 : Le Nouveau souffle)

## Théâtre
- 1976 : Le Roi Lear de William Shakespeare, mise en scène Daniel Benoin et Dominique Pichou, Comédie de Saint-Étienne
- 1977 : Périclès, prince de Tyr de William Shakespeare, mise en scène Roger Planchon, TNP Villeurbanne
- 1978 : Tambours dans la nuit de Bertolt Brecht, mise en scène Yvon Davis, théâtre de Gennevilliers
- 1978 : La Manifestation de Philippe Madral, mise en scène Jacques Rosner, théâtre de l'Odéon
- 1978 : Antoine et Cléopâtre de William Shakespeare, mise en scène Roger Planchon, TNP Villeurbanne, maison de la culture de Nanterre
- 1978 : Périclès, prince de Tyr de William Shakespeare, mise en scène Roger Planchon, maison de la culture de Nanterre
- 1979 : Platonov d'Anton Tchekhov, mise en scène Gabriel Garran, théâtre de la Commune
- 1980 : Silence... on aime de Michel Lengliney, mise en scène Maurice Risch, théâtre des Bouffes-Parisiens
- 1981 : Jacques et son maître de Milan Kundera, mise en scène Georges Werler, théâtre des Mathurins
- 1985 : Comme de mal entendu de Peter Ustinov, mise en scène Michel Bertay, théâtre de la Madeleine
- 1986 : Don Carlos de Friedrich von Schiller, mise en scène Michelle Marquais, Festival d'Avignon, théâtre de la Ville
- 1987 : Pendant que vous dormiez de Robert Pouderou, mise en scène Dominique Bluzet, Petit Odéon
- 1987 : Conversations après un enterrement de Yasmina Reza, mise en scène Patrice Kerbrat, théâtre Paris-Villette, théâtre Montparnasse
- 1988 : Retours de Pierre Laville, mise en scène Patrice Kerbrat, théâtre de l'Odéon
- 1989 : Retours de Pierre Laville, mise en scène Patrice Kerbrat, La Criée
- 1989 : Hernani de Victor Hugo, mise en scène Jean-Luc Tardieu, maison de la Culture de Loire-Atlantique Nantes
- 1991 : Tableau d'une exécution et Le Jardin d'agrément d'Howard Barker et Catherine Zambon, mise en scène Simone Amouyal, Petit Odéon
- 1996 : En attendant Godot de Samuel Beckett, mise en scène Patrice Kerbrat, théâtre du Rond-Point[4]
- 1999 : Les Portes du ciel de Jacques Attali, mise en scène de Stéphane Hillel, théâtre de Paris
- 2003 : Dom Juan ou le Festin de Pierre de Molière, mise en scène Daniel Benoin, théâtre national de Nice
- 2003 : La Suspension du plongeur de Lionel Spycher, mise en scène de l'auteur, Comédie de Reims, théâtre du Rond-Point, théâtre national de Nice
- 2004 : Quand l'amour s'emmêle d'Anne-Marie Étienne, mise en scène Anne-Marie Étienne, théâtre du Palais-Royal
- 2006 : Conversations après un enterrement de Yasmina Reza, mise en scène Gabriel Garran, théâtre Antoine
- 2006 : La Danse de l'albatros de Gérald Sibleyras, mise en scène Patrice Kerbrat, théâtre Montparnasse
- 2007 : Avec deux ailes de Danielle Mathieu-Bouillon, mise en scène d'Anne Bourgeois, avec Véronique Jannot création au théâtre Tête d'or à Lyon puis en tournée en France, Belgique, Suisse (Artémis Diffusion)
- 2010 : Le Prénom de Matthieu Delaporte et Alexandre de La Patellière, mise en scène Bernard Murat, théâtre Édouard-VII
- 2014 : Le Mensonge de Florian Zeller, mise en scène Bernard Murat, théâtre du Jeu de Paume
- 2015 : Le Mensonge de Florian Zeller, mise en scène Bernard Murat, théâtre Édouard-VII

## Doublage

### Télévision

#### Séries télévisées
- 1998 : Le Comte de Monte-Cristo : Bertuccio (Sergio Rubini)

## Distinctions

### Nominations auxMolières

#### Nominations auMolière du comédien dans un second rôle
- Molières 1987 : pour Conversations après un enterrement
- Molières 1997 : pour En attendant Godot
- Molières 1999 : pour Les Portes du ciel
- Molières 2007 : pour La Danse de l'albatros
- Molières 2011 : pour Le Prénom
- Molières 2016 : pour Le Mensonge